# Automobil-Weltmeisterschaft 1968
Die Automobil-Weltmeisterschaft 1968 war die 19. Saison der Automobil-Weltmeisterschaft, die heutzutage als Formel-1-Weltmeisterschaft bezeichnet wird. In zwölf Rennen vom 1. Januar 1968 bis zum 3. November 1968 wurden die Fahrerweltmeisterschaft und der Internationale Pokal der Formel-1-Konstrukteure ausgetragen.
Den FIA-Ehrentitel Großer Preis von Europa trug 1968 der Große Preis von Deutschland.
Die Punkte wurden wie bisher im Modus 9-6-4-3-2-1 vergeben. Es galt ein Hubraumlimit von 3 Liter (mit Kompressor 1,5 l, aber alle Teilnehmer fuhren Saugmotoren), das Mindestgewicht betrug 500 kg. Die Reifen lieferten Firestone, Goodyear und Dunlop, alle Fabrikate sowohl im Trockenen als auch bei Nässe mit Mäanderprofil. Im Chassisbau waren durchweg Leichtmetall-Monocoques im Einsatz, lediglich die Autos des Brabham-Rennstalls hatten noch Gitterrohrrahmen. Auffälligste Änderung im Erscheinungsbild der Wagen waren Flügel, die zunächst an der Hinterachse montiert wurden, um den Anpressdruck zu erhöhen. Die weitere Entwicklung der Aerodynamik prägte das Aussehen der Monopostos über den ganzen weiteren Verlauf der Rennserie.
Mit Jim Clark, Mike Spence, Ludovico Scarfiotti und Jo Schlesser verloren vier bekannte Piloten in diesem Jahr ihr Leben auf der Rennstrecke.
Graham Hill gewann zum zweiten Mal die Fahrerweltmeisterschaft. Lotus wurde zum dritten Mal Konstrukteursweltmeister.

## Rennberichte

### Großer Preis von Südafrika
| Platz | Fahrer               | Team                | Zeit        |
| ----- | -------------------- | ------------------- | ----------- |
| 1     | Jim Clark            | Lotus-Ford-Cosworth | 1:53:56,6   |
| 2     | Graham Hill          | Lotus-Ford-Cosworth | + 25,3 Sek. |
| 3     | Jochen Rindt         | Brabham-Repco       | + 30,4 Sek. |
| 4     | Chris Amon           | Ferrari             | + 2 Runden  |
| 5     | Denis Hulme          | Brabham-B.R.M.      | + 2 Runden  |
| 6     | Jean-Pierre Beltoise | Matra-Ford-Cosworth | + 3 Runden  |
| PP    | Jim Clark            | Lotus-Ford-Cosworth | 1:21,6 Min. |
| SR    | Jim Clark            | Lotus-Ford-Cosworth | 1:23,7 Min. |

Der Große Preis von Südafrika auf dem Kyalami Grand Prix Circuit fand am 1. Januar 1968 statt und ging über eine Distanz von 80 Runden à 4,094 km, was einer Gesamtdistanz von 327,520 km entspricht.
Nach Pole-Position gewann Jim Clark in Kyalami mit einem Start-Ziel-Sieg und schnellster Runde. Mit jetzt 25 Siegen war er zu diesem Zeitpunkt der erfolgreichste Fahrer in der Formel 1 vor Juan Manuel Fangio mit 24 Siegen. Dieser Sieg war allerdings auch sein letzter. Am 7. April verunglückte Clark bei einem Formel-2-Rennen auf dem Hockenheimring tödlich. Graham Hill, der den Start verpatzt hatte, konnte sich noch auf den zweiten Rang vorkämpfen. Die Lotus-Wagen traten bei diesem Start letztmals im gewohnten Grün-Gelb an. Ab dem nächsten Rennen waren sie in den Farben des neuen Sponsors Gold-Leaf lackiert.
Jackie Stewart, der als einziger mit Clark mithalten konnte, fiel in der 44. Runde aus.
Jean-Pierre Beltoise erreichte mit einem Formel-2-Matra noch die Punkteränge.

### Großer Preis von Spanien
| Platz | Fahrer               | Team                  | Zeit        |
| ----- | -------------------- | --------------------- | ----------- |
| 1     | Graham Hill          | Lotus-Ford-Cosworth   | 2:15:20,1   |
| 2     | Denis Hulme          | McLaren-Ford-Cosworth | + 15,9 Sek. |
| 3     | Brian Redman         | Cooper-B.R.M.         | + 1 Runde   |
| 4     | Ludovico Scarfiotti  | Cooper-B.R.M.         | + 1 Runde   |
| 5     | Jean-Pierre Beltoise | Matra-Ford-Cosworth   | + 9 Runden  |
| nc    | Bruce McLaren        | McLaren-Ford-Cosworth | DNF         |
| PP    | Chris Amon           | Ferrari               | 1:27,9 Min. |
| SR    | Jean-Pierre Beltoise | Matra-Ford-Cosworth   | 1:28,3 Min. |

Der Große Preis von Spanien auf dem Circuito Permanente del Jarama fand am 12. Mai 1968 statt und ging über eine Distanz von 90 Runden à 3,404 km, was einer Gesamtdistanz von 306,360 km entspricht.
Mike Spence sollte den tödlich verunglückten Jim Clark in Spanien ersetzen, doch Spence verunglückte am 7. Mai in Indianapolis ebenfalls tödlich. So trat Lotus nur mit einem Fahrzeug für Graham Hill an, der im Training nicht überzeugen konnte. Die Pole holte Chris Amon. Am Start ging zunächst Rodriguez in Führung, wurde in der 12. Runde aber von Beltoise abgelöst, bis dieser einen Boxenstopp einlegen musste. Dann lag Chris Amon in Führung und sah schon wie der sichere Sieger aus, als in der 57. Runde seine Benzinpumpe ausfiel. So gelangte Hill in Führung, der vorher schon McLaren, Surtees und Hulme überholt hatte, und erzielte nach den insbesondere für Lotus tragischen Geschehnissen einen Sieg, der die Überlegenheit des Teams für die kommende Saison unterstreichen sollte.

### Großer Preis von Monaco
| Platz | Fahrer              | Team                  | Zeit        |
| ----- | ------------------- | --------------------- | ----------- |
| 1     | Graham Hill         | Lotus-Ford-Cosworth   | 2:00:32,3   |
| 2     | Richard Attwood     | B.R.M.                | + 2,2 Sek.  |
| 3     | Lucien Bianchi      | Cooper-B.R.M.         | + 4 Runden  |
| 4     | Ludovico Scarfiotti | Cooper-B.R.M.         | + 4 Runden  |
| 5     | Denis Hulme         | McLaren-Ford-Cosworth | + 4 Runden  |
| nc    | John Surtees        | Honda                 | DNF         |
| PP    | Graham Hill         | Lotus-Ford-Cosworth   | 1:28,2 Min. |
| SR    | Richard Attwood     | B.R.M.                | 1:28,1 Min. |

Der Große Preis von Monaco auf dem Circuit de Monaco fand am 26. Mai 1968 statt und ging über eine Distanz von 90 Runden à 3,145 km, was einer Gesamtdistanz von 251,600 km entspricht.
Johnny Servoz-Gavin hatte sich für die erste Startreihe qualifiziert und übernahm nach dem Start die Führung. Er touchierte aber mit dem Hinterrad eine Leitplanke und verlor kurz darauf die Halbachse, sodass er schon in der dritten Runde aufgeben musste. So kam Graham Hill zu seinem ungefährdeten vierten Sieg in Monaco vor Richard Attwood im B.R.M. und Lucien Bianchi im Cooper, die beide von den zahlreichen Ausfällen profitierten. Insgesamt erreichten nur 5 von 16 Startern das Ziel.

### Großer Preis von Belgien
| Platz | Fahrer          | Team                  | Zeit         |
| ----- | --------------- | --------------------- | ------------ |
| 1     | Bruce McLaren   | McLaren-Ford-Cosworth | 1:40:02,1    |
| 2     | Pedro Rodríguez | B.R.M.                | + 12,1 Sek.  |
| 3     | Jacky Ickx      | Ferrari               | + 39,96 Sek. |
| 4     | Jackie Stewart  | Matra-Ford-Cosworth   | + 1 Runde    |
| 5     | Jackie Oliver   | Lotus-Ford-Cosworth   | + 2 Runden   |
| 6     | Lucien Bianchi  | Cooper-B.R.M.         | + 2 Runden   |
| PP    | Chris Amon      | Ferrari               | 3:28,6 Min.  |
| SR    | John Surtees    | Honda                 | 3:30,5 Min.  |

Der Große Preis von Belgien auf dem Circuit de Spa-Francorchamps fand am 9. Juni 1968 statt und ging über eine Distanz von 28 Runden à 14,100 km, was einer Gesamtdistanz von 394,800 km entspricht.
Im Vorfeld des Rennens war der Cooper-Fahrer Scarfiotti bei einem Bergrennen am Rossfeld nahe Berchtesgaden tödlich verunglückt. Der andere Cooper-Pilot, Brian Redman, verunglückte im Rennen schwer und musste für mehr als ein Jahr pausieren.
Es war das erste Rennen in der Geschichte der Formel 1, in dem einzelne Wagen mit freistehenden Heckflügeln probiert wurden.
Der von der Pole-Position gestartete Chris Amon führte nach der ersten Runde, wurde aber dann von John Surtees überholt. Surtees führte bis zur 10. Runde, als seine Radaufhängung brach, wodurch der schlecht gestartete Stewart die Führung übernahm. Ihm ging jedoch in der letzten Runde der Treibstoff aus. So kam Bruce McLaren zu seinem ersten Sieg im eigenen Wagen. Im Ziel wusste er gar nicht, dass er gewonnen hatte.

### Großer Preis der Niederlande
| Platz | Fahrer               | Team                | Zeit            |
| ----- | -------------------- | ------------------- | --------------- |
| 1     | Jackie Stewart       | Matra-Ford-Cosworth | 2:46:11,260     |
| 2     | Jean-Pierre Beltoise | Matra               | + 1:33,930 Min. |
| 3     | Pedro Rodríguez      | B.R.M.              | + 1 Runde       |
| 4     | Jacky Ickx           | Ferrari             | + 2 Runden      |
| 5     | Silvio Moser         | Brabham-Repco       | + 3 Runden      |
| 6     | Chris Amon           | Ferrari             | + 5 Runden      |
| PP    | Chris Amon           | Ferrari             | 1:23,54 Min.    |
| SR    | Jean-Pierre Beltoise | Matra               | 1:45,91 Min.    |

Der Große Preis der Niederlande auf dem Circuit Park Zandvoort fand am 23. Juni 1968 statt und ging über eine Distanz von 90 Runden à 4,193 km, was einer Gesamtdistanz von 377,370 km entspricht.
Das Rennen wurde bei Regen gefahren. Zu dieser Zeit boten Goodyear, Firestone und Dunlop Reifen für die Formel 1 an. Die Regenreifen von Dunlop erwiesen sich als überlegen, wurden allerdings nur von den französischen Matras gefahren. Das Rennen entwickelte sich daher zu einer einseitigen Angelegenheit. Jackie Stewart, obwohl von einem Unfall mit Handverletzung noch nicht vollständig genesen, fuhr einen nie gefährdeten Sieg heraus. Sein Markengefährte Jean-Pierre Beltoise wurde Zweiter, obwohl er sich einmal drehte und einen Boxenstopp wegen eines klemmenden Gasschiebers einlegen musste. Diese beiden überrundeten das ganze Feld. Respekt verdienten auch die Punkte von Silvio Moser auf einem privaten Charles-Vögele-Brabham.

### Großer Preis von Frankreich
| Platz | Fahrer          | Team                  | Zeit          |
| ----- | --------------- | --------------------- | ------------- |
| 1     | Jacky Ickx      | Ferrari               | 2:25:40,9     |
| 2     | John Surtees    | Honda                 | + 1:58,6 Min. |
| 3     | Jackie Stewart  | Matra-Ford-Cosworth   | + 1 Runde     |
| 4     | Vic Elford      | Cooper-B.R.M.         | + 2 Runden    |
| 5     | Denis Hulme     | McLaren-Ford-Cosworth | + 2 Runden    |
| 6     | Piers Courage   | B.R.M.                | + 3 Runden    |
| PP    | Jochen Rindt    | Brabham-Repco         | 1:56,1 Min.   |
| SR    | Pedro Rodríguez | B.R.M.                | 2:11,5 Min.   |

Der Große Preis von Frankreich auf der Rennstrecke Rouen-les-Essarts fand am 7. Juli 1968 statt und ging über eine Distanz von 60 Runden à 6,542 km, was einer Gesamtdistanz von 392,520 km entspricht.
Das Rennen wurde von einem tödlichen Unfall überschattet. In der zweiten Runde kam Jo Schlesser bei einem Feuerunfall ums Leben. Auf regennasser Bahn rutschte sein neuer und unerprobter Honda RA302 in einer schnellen Bergabkurve von der Strecke, prallte gegen eine Böschung und überschlug sich. Das auslaufende Benzin entzündete sich sofort, das aus einer Magnesiumlegierung bestehende Chassis gab dem Feuer zusätzliche Nahrung und Schlesser erlitt im Cockpit tödliche Brandverletzungen.
Jacky Ickx gewann auf Ferrari sein erstes Formel-1-Rennen.

### Großer Preis von Großbritannien
| Platz | Fahrer         | Team                  | Zeit        |
| ----- | -------------- | --------------------- | ----------- |
| 1     | Joseph Siffert | Lotus-Ford-Cosworth   | 2:01:20,3   |
| 2     | Chris Amon     | Ferrari               | + 4,4 Sek.  |
| 3     | Jacky Ickx     | Ferrari               | + 1 Runde   |
| 4     | Denis Hulme    | McLaren-Ford-Cosworth | + 1 Runde   |
| 5     | John Surtees   | Honda                 | + 2 Runden  |
| 6     | Jackie Stewart | Matra-Ford-Cosworth   | + 2 Runden  |
| PP    | Graham Hill    | Lotus-Ford-Cosworth   | 1:28,9 Min. |
| SR    | Joseph Siffert | Lotus-Ford-Cosworth   | 1:28,9 Min. |

Der Große Preis von Großbritannien auf dem Brands Hatch Circuit fand am 20. Juli 1968 statt und ging über eine Distanz von 80 Runden à 4,265 km, was einer Gesamtdistanz von 341,200 km entspricht.
Das Rennen stand von Beginn an unter der Dominanz der Lotus-Rennwagen. Zunächst führte Jackie Oliver das Feld an, dann Graham Hill. Hill schied jedoch nach 27 Runden mit Aufhängungsschaden aus. Danach führte wieder Oliver. Doch sollte ihm ein Grand-Prix-Sieg nicht gelingen, denn in der 44. Runde streikte sein Getriebe. So gelangte Joseph Siffert im Rob-Walker-Lotus in Führung, die er bis zum Schluss gegen einen hart kämpfenden Chris Amon verteidigen konnte. Damit gewann er sein erstes von insgesamt zwei Formel-1-Rennen.

### Großer Preis von Deutschland
| Platz | Fahrer          | Team                | Zeit          |
| ----- | --------------- | ------------------- | ------------- |
| 1     | Jackie Stewart  | Matra-Ford-Cosworth | 2:19:03,2     |
| 2     | Graham Hill     | Lotus-Ford-Cosworth | + 4:03,2 Min. |
| 3     | Jochen Rindt    | Brabham-Repco       | + 4:09,4 Min. |
| 4     | Jacky Ickx      | Ferrari             | + 5:55,2 Min. |
| 5     | Jack Brabham    | Brabham-Repco       | + 6:21,1 Min. |
| 6     | Pedro Rodríguez | B.R.M.              | + 6:25,0 Min. |
| PP    | Jacky Ickx      | Ferrari             | 9:04,0 Min.   |
| SR    | Jackie Stewart  | Matra-Ford-Cosworth | 9:36,0 Min.   |

Der Große Preis von Deutschland auf dem Nürburgring fand am 4. August 1968 statt und ging über eine Distanz von 14 Runden à 22,835 km, was einer Gesamtdistanz von 319,690 km entspricht. Das Rennen trug auch den FIA-Ehrentitel Großer Preis von Europa.
Starker Regen und Nebel mit Sichtweiten zeitweise unter 50 Metern behinderten die Teilnehmer auf dem Nürburgring so erheblich, dass die Durchführung des Rennens ernsthaft gefährdet war. Rahmenrennen wurden abgesagt. Unter diesen Bedingungen fuhr Jackie Stewart eines seiner größten Rennen und gewann mit über 4 Minuten Vorsprung vor Graham Hill. Bemerkenswert ist, dass trotz der widrigen äußeren Umstände 14 von 21 Fahrzeugen das Ziel erreichten, so viele wie nie in diesem Jahr. Technisch war die Einführung eines während der Fahrt verstellbaren Heckflügels an Beltoises Matra bemerkenswert.

### Großer Preis von Italien
| Platz | Fahrer               | Team                  | Zeit          |
| ----- | -------------------- | --------------------- | ------------- |
| 1     | Denis Hulme          | McLaren-Ford-Cosworth | 1:40:14,8     |
| 2     | Johnny Servoz-Gavin  | Matra-Ford-Cosworth   | + 1:28,4 Min. |
| 3     | Jacky Ickx           | Ferrari               | + 1:28,6 Min. |
| 4     | Piers Courage        | B.R.M.                | + 1 Runde     |
| 5     | Jean-Pierre Beltoise | Matra                 | + 2 Runden    |
| 6     | Joakim Bonnier       | McLaren-B.R.M.        | + 4 Runden    |
| PP    | John Surtees         | Honda                 | 1:26,07 Min.  |
| SR    | Jackie Oliver        | Lotus-Ford-Cosworth   | 1:26,50 Min.  |

Der Große Preis von Italien auf dem Autodromo Nazionale di Monza fand am 8. September 1968 statt und ging über eine Distanz von 68 Runden à 5,750 km, was einer Gesamtdistanz von 391,000 km entspricht.
Wie fast immer in Monza zu jener Zeit ergab sich auch 1968 ein äußerst spannendes Rennen, in dem McLaren, Surtees, Stewart, Siffert und schließlich Hulme die Führung innehatten. Amon und Surtees wurden in der 9. Runde in einen gefährlichen Unfall verwickelt, den beide unverletzt überstanden. Nachdem in der Spitzengruppe alle bis auf Hulme mit technischen Problemen aus- oder zurückgefallen waren, siegte er mit fast einer ganzen Runde Vorsprung. Den Kampf um den zweiten Platz entschied Johnny Servoz-Gavin auf den letzten Metern gegen Jacky Ickx für sich. Es war seine beste Platzierung in einem Grand Prix.

### Großer Preis von Kanada
| Platz | Fahrer          | Team                  | Zeit        |
| ----- | --------------- | --------------------- | ----------- |
| 1     | Denis Hulme     | McLaren-Ford-Cosworth | 2:27:11,2   |
| 2     | Bruce McLaren   | McLaren-Ford-Cosworth | + 1 Runde   |
| 3     | Pedro Rodríguez | B.R.M.                | + 2 Runden  |
| 4     | Graham Hill     | Lotus-Ford-Cosworth   | + 4 Runden  |
| 5     | Vic Elford      | Cooper-B.R.M.         | + 4 Runden  |
| 6     | Jackie Stewart  | Matra-Ford-Cosworth   | + 7 Runden  |
| PP    | Jochen Rindt    | Brabham-Repco         | 1:33,8 Min. |
| SR    | Joseph Siffert  | Lotus-Ford-Cosworth   | 1:35,1 Min. |

Der Große Preis von Kanada auf dem Circuit Mont-Tremblant fand am 22. September 1968 statt und ging über eine Distanz von 90 Runden à 4,265 km, was einer Gesamtdistanz von 383,850 km entspricht.
Im Training verunglückte Jacky Ickx, brach sich ein Bein und schied im Kampf um die Weltmeisterschaft aus. Das Rennen dominierte zunächst sein Markenkollege Chris Amon im Ferrari, der aber in der 72. von 90 Runden mit Getriebeschaden ausschied. Damit verlor er zum zweiten Mal in dieser Saison einen fast sicher geglaubten Sieg. Durch seinen Ausfall kam Denis Hulme in Führung und gewann seinen zweiten Grand Prix in Folge. Damit zog er in der Fahrerwertung mit dem bis dahin führenden Graham Hill gleich, der im Rennen den vierten Platz belegte.

### Großer Preis der USA
| Platz | Fahrer         | Team                  | Zeit          |
| ----- | -------------- | --------------------- | ------------- |
| 1     | Jackie Stewart | Matra-Ford-Cosworth   | 1:59:20,290   |
| 2     | Graham Hill    | Lotus-Ford-Cosworth   | + 24,680 Sek. |
| 3     | John Surtees   | Honda                 | + 1 Runde     |
| 4     | Dan Gurney     | McLaren-Ford-Cosworth | + 1 Runde     |
| 5     | Joseph Siffert | Lotus-Ford-Cosworth   | + 3 Runden    |
| 6     | Bruce McLaren  | McLaren-Ford-Cosworth | + 5 Runden    |
| PP    | Mario Andretti | Lotus-Ford-Cosworth   | 1:04,20 Min.  |
| SR    | Jackie Stewart | Matra-Ford-Cosworth   | 1:05,22 Min.  |

Der Große Preis der USA auf der Rennstrecke Watkins Glen International fand am 6. Oktober 1968 statt und ging über eine Distanz von 108 Runden à 3,701 km, was einer Gesamtdistanz von 399,708 km entspricht.
Die Pole-Position sicherte sich der Amerikaner Mario Andretti, der im Lotus seinen ersten Grand Prix bestritt. Auf den Ausgang des Rennens hatte er aber keinen Einfluss. Jackie Stewart fuhr seinen Matra sicher zum Sieg vor Graham Hill und John Surtees. Damit hatten vor dem letzten Lauf noch drei Fahrer die Chance Weltmeister zu werden: Hill, Stewart und Hulme.

### Großer Preis von Mexiko
| Platz | Fahrer          | Team                  | Zeit            |
| ----- | --------------- | --------------------- | --------------- |
| 1     | Graham Hill     | Lotus-Ford-Cosworth   | 1:56:43,950     |
| 2     | Bruce McLaren   | McLaren-Ford-Cosworth | + 1:19,320 Min. |
| 3     | Jackie Oliver   | Lotus-Ford-Cosworth   | + 1:40,650 Min. |
| 4     | Pedro Rodríguez | B.R.M.                | + 1:41,090 Min. |
| 5     | Joakim Bonnier  | Honda                 | + 1 Runde       |
| 6     | Joseph Siffert  | Lotus-Ford-Cosworth   | + 1 Runde       |
| PP    | Joseph Siffert  | Lotus-Ford-Cosworth   | 1:45,22 Min.    |
| SR    | Joseph Siffert  | Lotus-Ford-Cosworth   | 1:44,23 Min.    |

Der Große Preis von Mexiko auf der Rennstrecke Magdalena Mixhuca fand am 3. November 1968 statt und ging über eine Distanz von 65 Runden à 5,000 km, was einer Gesamtdistanz von 325,000 km entspricht.
Von den drei Titelanwärtern schied Hulme in der 10. Runde durch einen Unfall aus, Stewart brachte seinen Matra wegen Motorproblemen nur als Siebter ins Ziel. So gewann Graham Hill durch einen Sieg seine zweite Fahrer- und Lotus die dritte Konstrukteursmeisterschaft. Hill übernahm zunächst die Führung, bis er in der 22. Runde von Joseph Siffert verdrängt wurde, der die Position jedoch durch einen Boxenstopp wieder verlor; Siffert wurde Sechster.

## Weltmeisterschaftswertungen

### Fahrerwertung
Für die Fahrerweltmeisterschaft 1968 galten folgende Regeln der Punkteverteilung:
| Platz 1 | 9 Punkte |
| Platz 2 | 6 Punkte |
| Platz 3 | 4 Punkte |
| Platz 4 | 3 Punkte |
| Platz 5 | 2 Punkte |
| Platz 6 | 1 Punkt  |

- Die jeweils besten fünf Ergebnisse der ersten sechs und der zweiten sechs Rennen zählten zur Meisterschaft.

| Pos. | Fahrer               | Konstrukteur |         |         |         |         |         |         |         |         |         |         |         |         | Punkte |
| 01   | Graham Hill          | Lotus        | 2       | 0001000 | 0001000 | DNF     | 9       | DNF     | DNF     | 2       | DNF     | 4       | 2       | 0001000 | 48     |
| 02   | Jackie Stewart       | Matra        | DNF     |         |         | 4       | 0001000 | 3       | 6       | 0001000 | DNF     | 6       | 0001000 | 7       | 36     |
| 03   | Denis Hulme          | McLaren      | 5       | 2       | 5       | DNF     | DNF     | 5       | 4       | 7       | 0001000 | 0001000 | DNF     | DNF     | 33     |
| 04   | Jacky Ickx           | Ferrari      | DNF     | DNF     |         | 3       | 4       | 0001000 | 3       | 4       | 3       | DNS     |         | DNF     | 27     |
| 05   | Bruce McLaren        | McLaren      |         | DNF     | DNF     | 0001000 | DNF     | 8       | 7       | 13      | DNF     | 2       | 6       | 2       | 22     |
| 06   | Pedro Rodriguez      | B.R.M.       | DNF     | DNF     | DNF     | 2       | 3       | DNC     | DNF     | 6       | DNF     | 3       | DNF     | 4       | 18     |
| 07   | Joseph Siffert       | Cooper       | 7       |         |         |         |         |         |         |         |         |         |         |         | 12     |
| 07   | Joseph Siffert       | Lotus        |         | DNF     | DNF     | DNF     | DNF     | 11      | 0001000 | DNF     | DNF     | DNF     | 5       | 6       | 12     |
| 08   | John Surtees         | Honda        | 8       | DNF     | DNF     | DNF     | DNF     | 2       | 5       | DNF     | DNF     | DNF     | 3       | DNF     | 12     |
| 09   | Jean-Pierre Beltoise | Matra        | 6       | 5       | DNF     | 7       | 2       | 9       | DNF     | DNF     | 5       | DNF     | DNF     | DNF     | 11     |
| 10   | Chris Amon           | Ferrari      | 4       | DNF     |         | DNF     | 6       | 10      | 2       | DNF     | DNF     | DNF     | DNF     | DNF     | 10     |
| 11   | Jim Clark            | Lotus        | 0001000 |         |         |         |         |         |         |         |         |         |         |         | 9      |
| 12   | Jochen Rindt         | Brabham      | 3       | DNF     | DNF     | DNF     | DNF     | DNF     | DNF     | 3       | DNF     | DNF     | DNF     | DNF     | 8      |
| 13   | Richard Attwood      | B.R.M.       |         |         | 2       | DNF     | 7       | 7       | DNF     | 14      |         |         |         |         | 6      |
| 14   | Johnny Servoz-Gavin  | Matra        |         |         | DNF     |         |         |         |         |         | 2       | DNF     |         | DNF     | 6      |
| 14   | Johnny Servoz-Gavin  | Cooper       |         |         |         |         |         | DNF     |         |         |         |         |         |         | 6      |
| 15   | Jackie Oliver        | Lotus        |         |         | DNF     | 5       | DNC     | DNS     | DNF     | 11      | DNF     | DNF     | DNS     | 3       | 6      |
| 16   | Ludovico Scarfiotti  | Cooper       | DNF     | 4       | 4       |         |         |         |         |         |         |         |         |         | 6      |
| 17   | Lucien Bianchi       | Cooper       |         |         | 3       | 6       | DNF     |         |         | DNF     |         | DNC     | DNF     | DNF     | 5      |
| 18   | Vic Elford           | Cooper       |         |         |         |         |         | 4       | DNF     | DNF     | DNF     | 5       | DNF     | 8       | 5      |
| 19   | Brian Redman         | Cooper       | DNF     | 3       |         | DNF     |         |         |         |         |         |         |         |         | 4      |
| 20   | Piers Courage        | B.R.M.       |         | DNF     | DNF     | DNF     | DNF     | 6       | 8       | 8       | 4       | DNF     | DNF     | DNF     | 4      |
| 21   | Dan Gurney           | Eagle        | DNF     |         | DNF     |         |         |         | DNF     | 9       | DNF     |         |         |         | 3      |
| 21   | Dan Gurney           | Brabham      |         |         |         |         | DNF     |         |         |         |         |         |         |         | 3      |
| 21   | Dan Gurney           | McLaren      |         |         |         |         |         |         |         |         |         | DNF     | 4       | DNF     | 3      |
| 22   | Joakim Bonnier       | Cooper       | DNF     |         |         |         |         |         |         |         |         |         |         |         | 3      |
| 22   | Joakim Bonnier       | McLaren      |         |         | DNQ     | DNF     | 8       |         | DNF     |         | 6       | DNS     | DNF     |         | 3      |
| 22   | Joakim Bonnier       | Honda        |         |         |         |         |         |         |         |         |         |         |         | 5       | 3      |
| 23   | Silvio Moser         | Brabham      |         |         | DNQ     |         | 5       |         | DNC     |         | DNQ     |         |         |         | 2      |
| 24   | Jack Brabham         | Brabham      | DNF     | DNS     | DNF     | DNF     | DNF     | DNF     | DNF     | 5       | DNF     | DNF     | DNF     | DNF     | 2      |
| 25   | John Love            | Brabham      | 9       |         |         |         |         |         |         |         |         |         |         |         | 0      |
| 26   | Henri Pescarolo      | Matra        |         |         |         |         |         |         |         |         |         | DNF     | DNS     | 9       | 0      |
| 27   | Hubert Hahne         | Lola         |         |         |         |         |         |         |         | 10      |         |         |         |         | 0      |
| 28   | Kurt Ahrens          | Brabham      |         |         |         |         |         |         |         | 12      |         |         |         |         | 0      |
|      | Jackie Pretorius     | Brabham      | DNC     |         |         |         |         |         |         |         |         |         |         |         | 0      |
|      | David Hobbs          | Honda        |         |         |         |         |         |         |         |         | DNF     |         |         |         | 0      |
|      | Derek Bell           | Ferrari      |         |         |         |         |         |         |         |         | DNF     |         | DNF     |         | 0      |
|      | Sam Tingle           | LDS          | DNF     |         |         |         |         |         |         |         |         |         |         |         | 0      |
|      | Basil van Rooyen     | Cooper       | DNF     |         |         |         |         |         |         |         |         |         |         |         | 0      |
|      | Andrea de Adamich    | Ferrari      | DNF     |         |         |         |         |         |         |         |         |         |         |         | 0      |
|      | Mike Spence          | B.R.M.       | DNF     |         |         |         |         |         |         |         |         |         |         |         | 0      |
|      | Dave Charlton        | Brabham      | DNF     |         |         |         |         |         |         |         |         |         |         |         | 0      |
|      | Jo Schlesser         | Honda        |         |         |         |         |         | DNF     |         |         |         |         |         |         | 0      |
|      | Robin Widdows        | Cooper       |         |         |         |         |         |         | DNF     |         |         |         |         |         | 0      |
|      | Bill Brack           | Lotus        |         |         |         |         |         |         |         |         |         | DNF     |         |         | 0      |
|      | Mario Andretti       | Lotus        |         |         |         |         |         |         |         |         | DNS     |         | DNF     |         | 0      |
|      | Bobby Unser          | B.R.M.       |         |         |         |         |         |         |         |         | DNS     |         | DNF     |         | 0      |
|      | Moises Solana        | Lotus        |         |         |         |         |         |         |         |         |         |         |         | DNF     | 0      |

### Konstrukteurswertung
- Die jeweils besten fünf Ergebnisse der ersten sechs und der zweiten sechs Rennen zählten zur Meisterschaft.
- Es zählte nur das jeweils beste Ergebnis eines Konstrukteurs

| Pos. | Konstrukteur         | Fahrer               |         |         |         |         |         |         |         |         |         |         |         |         | Punkte |
| 01.  | Lotus-Cosworth DFV   | Graham Hill          |         | 0009000 | 0009000 |         |         |         |         | 6       |         | 3       | 6       | 0009000 | 62     |
| 01.  | Lotus-Cosworth DFV   | Jim Clark            | 0009000 |         |         |         |         |         |         |         |         |         |         |         | 62     |
| 01.  | Lotus-Cosworth DFV   | Joseph Siffert       |         |         |         |         |         |         | 0009000 |         |         |         |         |         | 62     |
| 01.  | Lotus-Cosworth DFV   | Jackie Oliver        |         |         |         | 2       |         |         |         |         |         |         |         |         | 62     |
| 02.  | McLaren-Cosworth DFV | Denis Hulme          |         | 6       | 2       |         |         | 2       | 3       |         | 0009000 | 0009000 |         |         | 49     |
| 02.  | McLaren-Cosworth DFV | Bruce McLaren        |         |         |         | 0009000 |         |         |         |         |         |         |         | 6       | 49     |
| 02.  | McLaren-Cosworth DFV | Dan Gurney           |         |         |         |         |         |         |         |         |         |         | 3       |         | 49     |
| 03.  | Matra-Cosworth DFV   | Jackie Stewart       |         |         |         | 3       | 0009000 | 4       | 1       | 0009000 |         | 1       | 0009000 |         | 45     |
| 03.  | Matra-Cosworth DFV   | Johnny Servoz-Gavin  |         |         |         |         |         |         |         |         | 6       |         |         |         | 45     |
| 03.  | Matra-Cosworth DFV   | Jean-Pierre Beltoise | 1       | 2       |         |         |         |         |         |         |         |         |         |         | 45     |
| 04.  | Ferrari              | Jacky Ickx           |         |         |         | 4       | 3       | 0009000 |         | 3       | 4       |         |         |         | 32     |
| 04.  | Ferrari              | Chris Amon           | 3       |         |         |         |         |         | 6       |         |         |         |         |         | 32     |
| 05.  | B.R.M.               | Pedro Rodriguez      |         |         |         | 6       | 4       |         |         | 1       |         | 4       |         | 3       | 28     |
| 05.  | B.R.M.               | Richard Attwood      |         |         | 6       |         |         |         |         |         |         |         |         |         | 28     |
| 05.  | B.R.M.               | Piers Courage        |         |         |         |         |         | 1       |         |         | 3       |         |         |         | 28     |
| 06.  | Honda                | John Surtees         |         |         |         |         |         | 6       | 2       |         |         |         | 4       |         | 14     |
| 06.  | Honda                | Joakim Bonnier       |         |         |         |         |         |         |         |         |         |         |         | 2       | 14     |
| 07.  | Cooper-B.R.M.        | Lucien Bianchi       |         |         | 4       | 1       |         |         |         |         |         |         |         |         | 14     |
| 07.  | Cooper-B.R.M.        | Vic Elford           |         |         |         |         |         | 3       |         |         |         | 2       |         |         | 14     |
| 07.  | Cooper-B.R.M.        | Brian Redman         |         | 4       |         |         |         |         |         |         |         |         |         |         | 14     |
| 08.  | Brabham-Repco        | Jochen Rindt         | 4       |         |         |         |         |         |         | 4       |         |         |         |         | 10     |
| 08.  | Brabham-Repco        | Silvio Moser         |         |         |         |         | 2       |         |         |         |         |         |         |         | 10     |
| 09.  | Matra                | Jean-Pierre Beltoise |         |         |         |         | 6       |         |         |         | 2       |         |         |         | 8      |
| 10.  | McLaren-B.R.M.       | Denis Hulme          | 2       |         |         |         |         |         |         |         |         |         |         |         | 3      |
| 10.  | McLaren-B.R.M.       | Joakim Bonnier       |         |         |         |         |         |         |         |         | 1       |         |         |         | 3      |

## Änderungen im Lauf der Saison
Die zu Beginn der Saison überwiegend in Länderfarben (Italien=rot, Frankreich=blau usw.) gestalteten Verkleidungen wurden zunehmend durch Sponsorenfarben ersetzt. Eine Vorreiterrolle nahm Lotus ein, deren Typ 49 rot lackiert wurde (statt british racing green) und für die Zigarettenmarke John Player Gold Leaf warb. Dieser Wagen war auch der erste, der mit einem spoilerförmigen Heckflügel in Monaco antrat.
Bei der Weiterentwicklung der Flügel gab es viele Zwischenformen: kleine, fast wirkungslose Blechteile an Front und Heck, und auch heute befremdlich hoch und filigran wirkende Bauteile, deren Druck direkt auf die Radaufhängung geleitet wurde. Die spätere Entwicklung verbot diese Bauweise und begrenzte die Abmessungen der aerodynamischen Hilfsmittel.

## Kurzmeldungen Formel 1
- Jim Clark feierte beim Großen Preis von Südafrika seinen 25. und letzten GP-Sieg. Am 7. April 1968 verunglückte Jim Clark beim ersten EM-Lauf der Europa-Trophäe für Formel-2-Wagen in Hockenheim tödlich.
- Am 7. Mai kam Mike Spence beim Training zum 500-Meilen-Rennen von Indianapolis ums Leben.
- Ludovico Scarfiotti starb beim Alpenbergpreis Rossfeld.
- Am 7. Juli beim Großen Preis von Frankreich kam Jo Schlesser mit einem Honda ums Leben.
- Auf dem Nürburgring gewann Jackie Stewart beim Grand Prix von Deutschland ein denkwürdiges Rennen bei Nebel und Sichtweiten unter 50 Metern.
- Ab dem Großen Preis von Monaco wurden die ersten Formel-1-Boliden mit Flügeln ausgestattet.
- Die Startaufstellung wurde im Laufe der Saison geändert: im Großen Preis von Kanada im System 3-2-3, ab dem Großen Preis der USA wie heute in Zweierreihen.
- Vereinzelt wurde das Feld mit Formel-2-Autos aufgefüllt.